# Roseline A
Roseline A ist ein ehemaliger Name eines unter der Flagge der Türkei fahrenden Containerschiffs. Das Schiff, das seit 2020 als Timucin A in Fahrt ist, stand 2019/2020 im Verdacht, als Transportmittel für illegale Waffenlieferungen in das Bürgerkriegsland Libyen zu dienen.

## Geschichte

### Bau und Einsatz
Das Schiff wurde 1998 als Ara J für die in Osnabrück registrierte Astor-Schiffahrts-GmbH & Co KG gebaut. Bauwerft waren die P+S Werften Wolgast in Wolgast. Das von der Reederei Jüngerhans in Haren (Ems) betriebene Schiff war 1998 kurzzeitig unter dem Namen Schwerin in Fahrt, bevor es bis Oktober 2000 in Charter der SCL Reederei in Bern als SCL Italia fuhr. Anschließend fuhr das Schiff bis Februar 2002 als Safmarine Italia in Charter der in Antwerpen ansässigen Reederei Safmarine. Nach dem Ende der Charterbeschäftigung bekam das Schiff wieder seinen Taufnamen Ara J.
2007 wurde das Schiff an die Bloemfontein Shipping Co. verkauft. Neuer Name des Schiffes wurde Manx Ocean. Im Dezember 2010 wurde es erneut verkauft. Betreiber des Schiffes wurde nun die Reederei tom Wörden. Im Januar 2011 wurde das Schiff in Macuba umbenannt.
Im März 2013 wurde das Schiff an das türkische Unternehmen Arkas Konteyner Taşımacılık verkauft und in Roseline A umbenannt. Es wird von der von EMES Denizcilik ve Nakliyat betriebenen Arkas Line eingesetzt. Seit 2020 heißt das Schiff Timucin A.

### Hinweise auf Waffenschmuggel
Das Schiff wurde Gegenstand größerer diplomatischer Auseinandersetzungen zwischen der Türkei, Deutschland und der Europäischen Union. Im November 2020 legte es von dem türkischen Hafen Gemlik mit Ziel Misrata in Libyen ab.
Die Türkei unterstützt im libyschen Bürgerkrieg die international anerkannte Regierung in Tripolis und schickt seit mindestens 2019 Waffen und Söldner sowohl mit Schiffen als auch mit Flugzeugen in das Krisengebiet. Um das UNO- und EU-Waffenembargo zumindest seeseitig durchzusetzen, startete die EU die Operation Irini.
Militäranalysten der EU-Operation Irini erkannten auf ausgewerteten Satellitenaufnahmen eines früheren Hafenaufenthalts der Roseline A im libyschen Misrata, dass aus dem Schiff gepanzerte Militärfahrzeuge ausgeladen worden waren, berichtete der Spiegel. Als die Roseline A im türkischen Hafen Ambarli im November 2020 wieder Ladung übernahm, sei auf Überwachungsbildern erneut verdächtige Ware entdeckt worden.
Seit 2019 nimmt die Deutsche Marine an der EU-Operation Irini teil. Am 22. November 2020 wurde die Fregatte Hamburg (F220) von der Operationsführung in Italien beauftragt, die Roseline A zu durchsuchen. Die Roseline A wurde von der Hamburg im Seegebiet rund 200 km nördlich von Bengasi gestoppt. Nachdem ein Boarding-Team das Schiff erreicht hatte, intervenierte die türkische Regierung bei der EU-Mission, dass die Kontrolle abzubrechen sei. Die interne Sofortmeldung der Bundeswehr meldete, dass die Besatzung ausschließlich aus türkischen Staatsbürgern bestand.
Da der damalige Operationschef von Irini ein griechischer Kommodore war, wurde in türkischen Medien sofort der Vorwurf erhoben, ein griechischer Militär habe die Deutschen dazu benutzt, rechtswidrig gegen ein türkisches Schiff vorzugehen. Das Schiff habe humanitäre Hilfsgüter für Libyen an Bord gehabt.
Die EU-Einsatzführung teilte hingegen mit, es habe hinreichende Gründe zu der Annahme gegeben, dass die Roseline A militärische Fracht an Bord habe und damit gegen das UN-Waffenembargo gegen Libyen verstoßen könnte. Die dpa berichtete, dass aus einem nachrichtendienstlichen Bericht der EU hervorgeht, dass das Schiff bereits seit längerem von EU-Stellen verdächtigt wird, für illegale Waffenlieferungen in das Bürgerkriegsland Libyen zu dienen.
Die EU verhängte Sanktionen gegen die beteiligten Firmen Avrasya Shipping (Türkei), Med Wave Shipping (Jordanien) und Sigma Airlines (Kasachstan).

## Technische Daten
Das Schiff wird von einem von Mitsui in Lizenz gebauten MAN-Dieselmotor des Typs 6S50MC-C mit 9480 kW Leistung angetrieben. Das Schiff erreicht eine Geschwindigkeit von maximal 18,5 kn.
Das Schiff verfügt über vier Laderäume. Auf der Backbordseite befinden sich zwei Liebherr-Krane, die jeweils bis zu 40 t heben können. Die Containerkapazität des Schiffes beträgt 1.122 TEU. In den Räumen können 360 TEU (174 FEU und 12 TEU) transportiert werden. An Deck ist Platz für 762 TEU (360 FEU und 42 TEU), acht 40-Fuß-Container hintereinander und bis zu neun Container nebeneinander. Die Deckscontainer können bis zu fünf Lagen hoch gestaut werden. Bei homogener Beladung mit 14 t schweren Containern können 817 TEU geladen werden. Für Kühlcontainer stehen 152 Anschlüsse zur Verfügung, 32 unter Deck und 120 an Deck.
Das Deckshaus befindet sich im hinteren Bereich des Schiffes. Auf der Backbordseite ist ein Freifallrettungsboot installiert. Die Back ist gedeckt und bietet der Besatzung so einen Wetterschutz bei An- und Ablegemanövern.